# Acidovorax oryzae
Acidovorax oryzae es una especie de bacteria gramnegativa del género Acidovorax. Fue descrita en el año 2009. Su etimología hace referencia a la planta de arroz Oryza. Es aerobia y móvil por flagelo polar. Es patógena de plantas de arroz. Se ha descrito un caso de bacteriemia asociada a catéter.